# Bahnhof Brocken
Der Bahnhof Brocken befindet sich am Gipfel des Brocken im Harz in Sachsen-Anhalt. Er ist der Endpunkt der von den Harzer Schmalspurbahnen betriebenen Brockenbahn.

## Lage
Die auch als Brockenbahnhof bezeichnete Station liegt nur wenige Meter unterhalb des Brockengipfels auf einer Höhe von 1125 Metern und ist der höchstgelegene Bahnhof Deutschlands, welcher von einer reinen Adhäsionsbahn bedient wird. In unmittelbarer Nähe des Bahnhofs führt die Brockenstraße vorbei.

## Geschichte

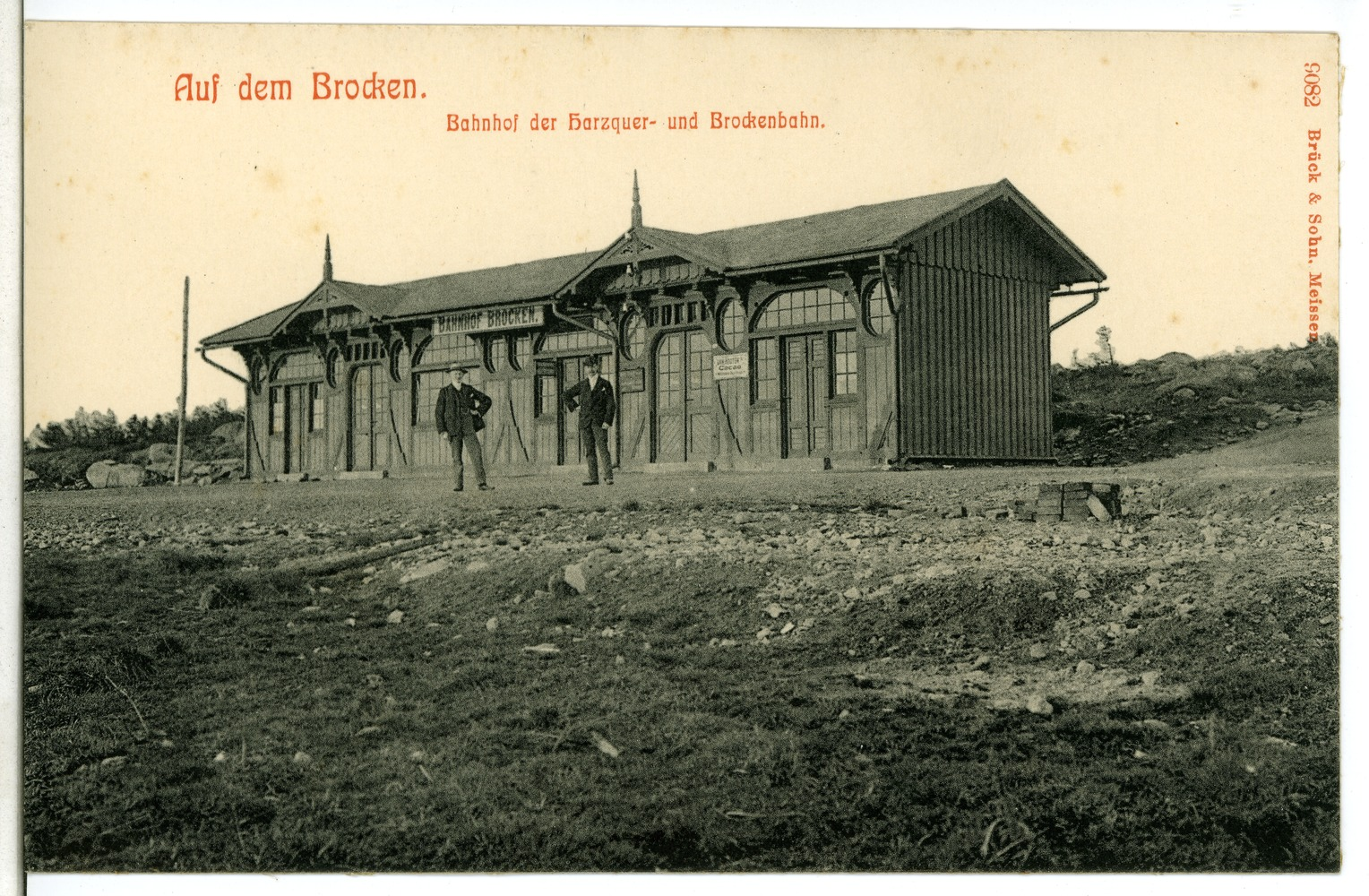
Bahnhof Brocken (1907)

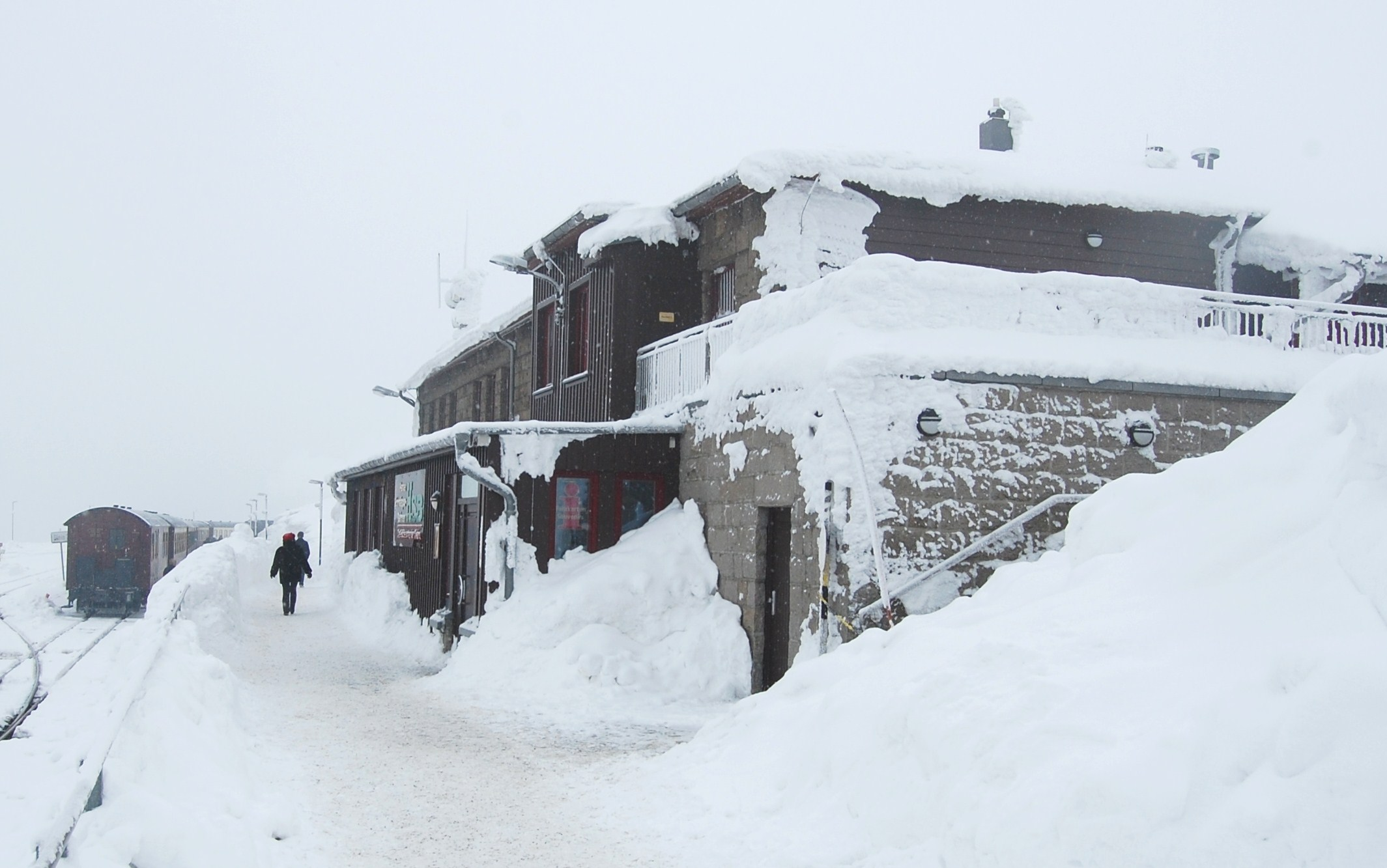
Brockenbahnhof im Winter

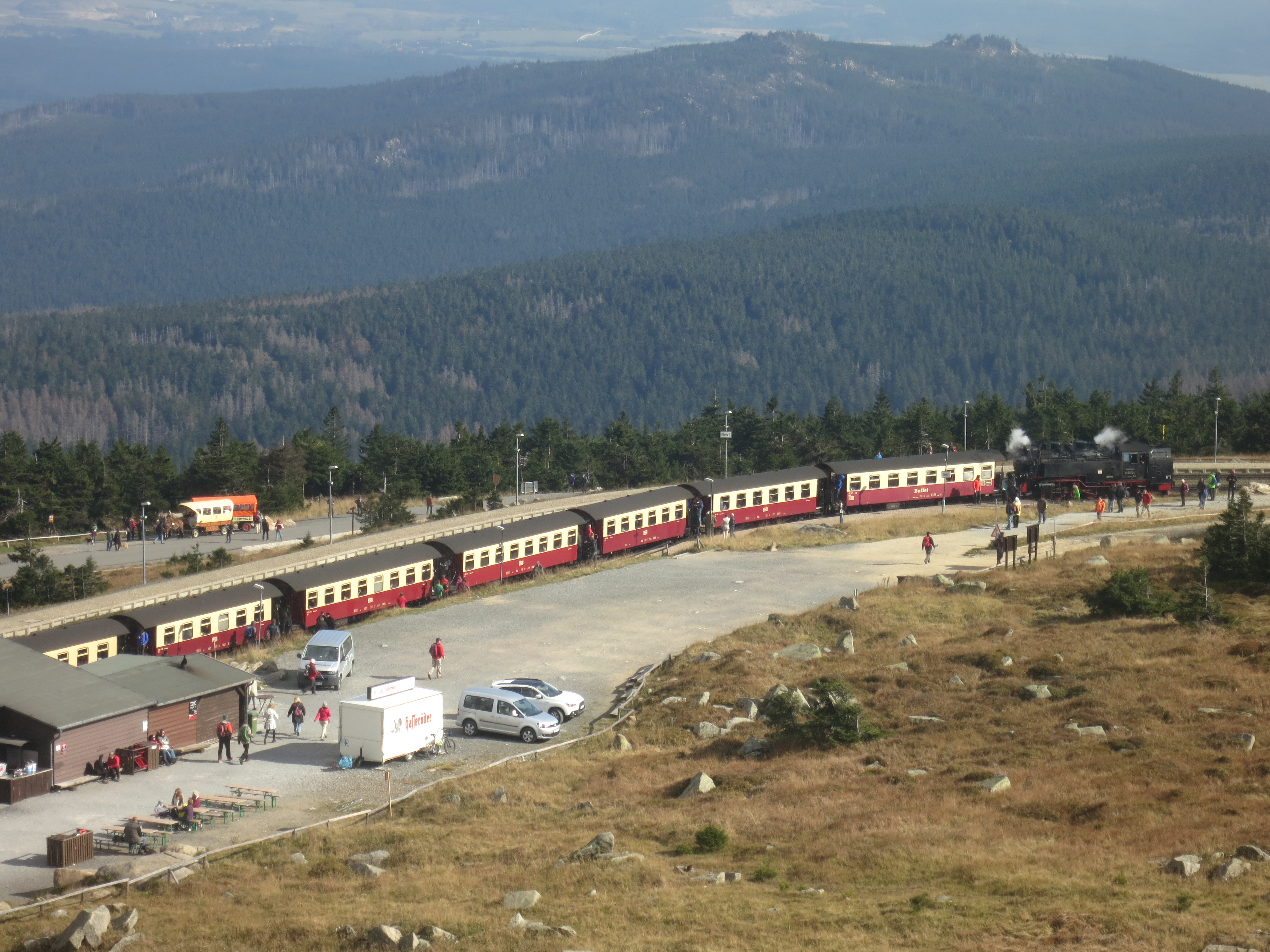
Bahnhof Brocken mit Personenzug

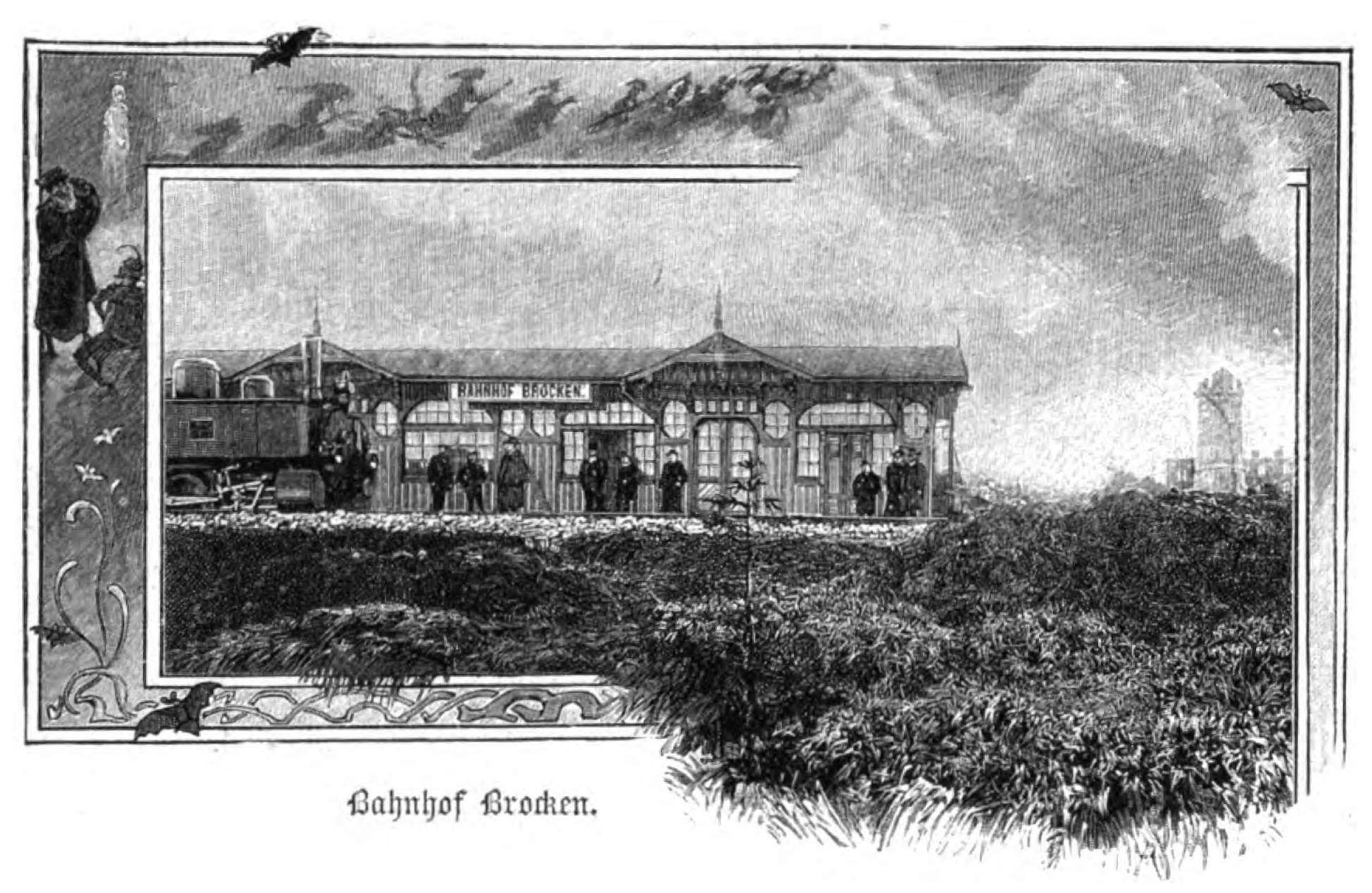
Zeichnung des Bahnhofs Brocken (1899)

Die Eröffnung der Strecke zum Brocken erfolgte am 4. Oktober 1898. Das Bahnhofsgebäude wurde 1924 aus Granitsteinen erstellt. Zunächst fand, aufgrund der schwierigen Witterungsbedingungen im Winter, nur ein Betrieb im Sommerhalbjahr statt. Nach den Zerstörungen gegen Ende des Zweiten Weltkriegs wurde die Strecke zum Brocken erst wieder ab dem 14. Mai 1949 bedient. Ab 1950 wurde der Bahnhof auch im Winter angefahren, er wurde nicht nur von Wintersportlern genutzt; im Juli 1960 wurden 90 000 Reisende gezählt.
Die innerdeutsche Grenze verlief seit 1949 in unmittelbarer Nähe, westlich am Fuß des Brockens. Ab dem 14. August 1961 – nach Beginn des Mauerbaus in Berlin – wurde der öffentliche Zugverkehr eingestellt und der Brocken für die Zivilbevölkerung gesperrt. Die Brockenbahn diente seitdem ausschließlich militärischen Zwecken. Der Berg wurde später auf einer Höhenlinie nördlich von Schierke ebenfalls mit einer Mauer umgeben, die Kuppe des Brockens sogar nochmals. Der Brockenbahnhof wurde dann von den Grenztruppen der DDR genutzt. Noch bis 1987 erreichten Materialgüterzüge den Bahnhof, dann endete der Zugverkehr zum Brocken aufgrund des schlechten Gleiszustandes.
Nach der politischen Wende wurden ab 1990 schrittweise die Grenzsicherungsanlagen sowie die militärischen Anlagen abgebaut, die letzten russischen Soldaten verließen den Brocken am 30. März 1994. Die Brockenkuppe wurde danach mit Millionenaufwand renaturiert, sie ist heute wieder ein beliebtes Ziel für erholungssuchende Harzbesucher. Nach der zeitgleichen Restaurierung der maroden Gleisanlagen folgte auch im Juli 1992 die Wiederinbetriebnahme der Brockenbahn und seither dient der Brockenbahnhof wieder seiner ursprünglichen Bestimmung, als Bahnhof für Touristen.
Etwa eine halbe Million Menschen fahren jedes Jahr mit den historischen Zügen den Brocken hinauf.

## Ausstattung
Der Bahnhof Brocken hat drei Hauptgleise, an denen es auch je einen Bahnsteig gibt. Sie laufen auf der Nordseite in ein Stumpfgleis zusammen, über das die Lokomotiven umgesetzt werden. Trotz der Ausrüstung der Strecke Drei Annen Hohne – Brocken mit signalisiertem Zugleitbetrieb und Zentralblock sind sämtliche Weichen ortsbedient. Die Weichen 1 und 2 auf der Einfahrseite sind mit Riegelhandschlössern ausgerüstet und schlüsselabhängig. Wegen des rauen Klimas mit tiefen Durchschnittstemperaturen gibt es in den Zungenvorrichtungen aller Weichen elektrische Weichenheizungen. Der gesamte Bahnhof ist wie die Strecke mit einer selbsttätigen Gleisfreimeldeanlage durch Achszähler ausgerüstet. Die Hauptsignale sind Ks-Signale, das Signal 1N ist ein Gruppenausfahrsignal. An Stelle des Einfahrvorsignals wurde nur eine freistehende Vorsignaltafel Ne 2 aufgestellt.
Im Bahnhofsgebäude ist eine Gaststätte sowie ein Fahrkarten- und Souvenirverkauf der Harzer Schmalspurbahnen untergebracht. Des Weiteren befindet sich im Bahnhof ein Büro für das örtliche Betriebspersonal der Harzer Schmalspurbahnen. An der Außenfassade des Bahnhofgebäudes gibt es eine öffentlich zugängliche Webcam.
Im Denkmalverzeichnis des Landes Sachsen-Anhalt ist der Bahnhof unter der Erfassungsnummer 094 56034 009 als Teilobjekt des Baudenkmals Harzquerbahn verzeichnet.